# Pascal Wehrlein
Pascal Konrad Wehrlein (Sigmaringen, 18 ottobre 1994) è un pilota automobilistico tedesco naturalizzato mauriziano, attivo in Formula 1 nel 2016 con Manor e nel 2017 con Sauber. Dal 2019 corre in Formula E dove si è laureato campione nella stagione 2023-24.
Possiede sia la nazionalità tedesca sia quella delle Mauritius, ma corre sotto la bandiera della Germania. Prima di approdare in Formula 1 corse nel DTM nel 2015, vincendo il titolo alla guida della Mercedes-Benz del team HWA Racelab. Nel 2014 divenne il più giovane pilota a vincere una gara in DTM all'età di 19 anni, mentre nel 2015 fu il più giovane campione della categoria, ottenendo il titolo a 21 anni. Il suo numero di gara è il 94 ma nella stagione 2024-2025 in Formula E ha scelto di usare il numero 1 per la stagione da campione del mondo.

## Carriera

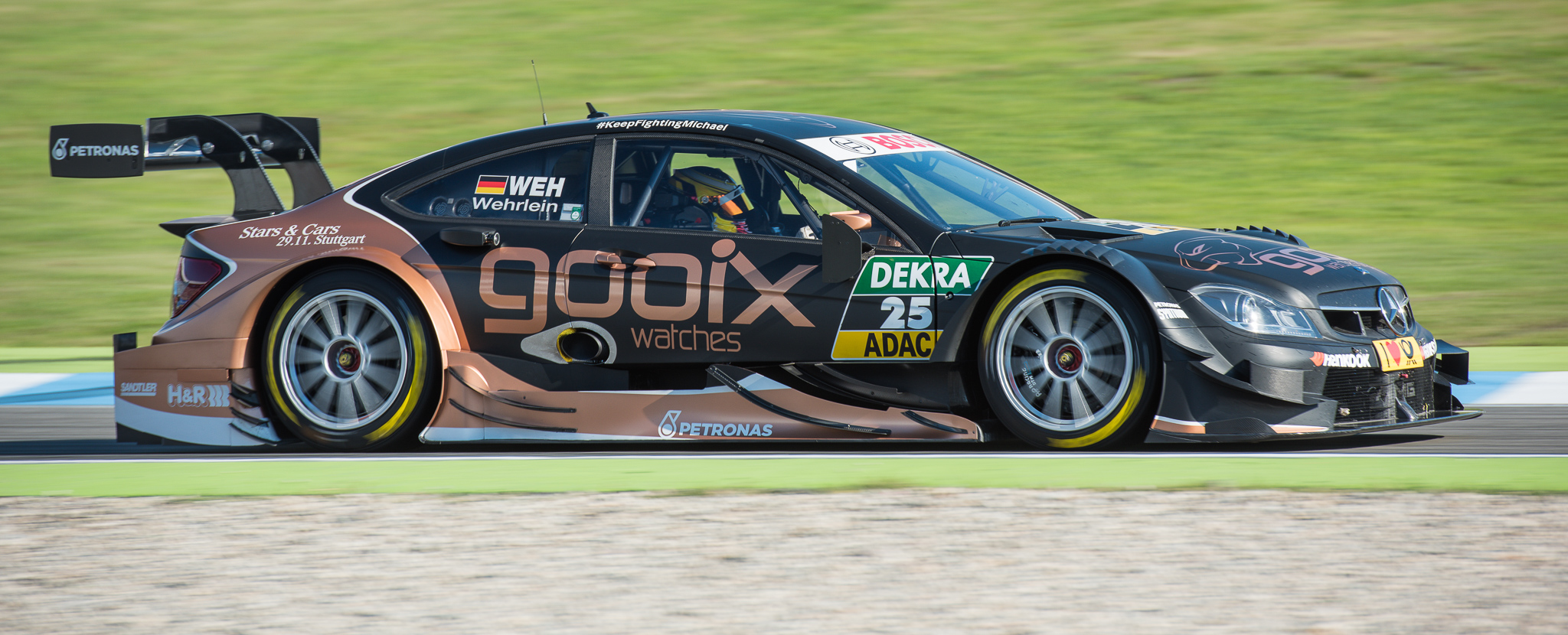
Wehrlein durante la stagione 2014 del DTM

### Kart
Nato a Sigmaringen da padre tedesco e madre mauriziana, Wehrlein iniziò a correre con i kart nel 2003 e trascorse diversi anni partecipando a eventi presenti principalmente nella sua nativa Germania. Col tempo si migliorò, passando dalle categorie junior e arrivando alla KF2 nel 2009, stagione che concluse al 5º posto nell'ADAC Kart Masters.

### ADAC Formel Masters
Il 2010 vide il suo esordio nell'ADAC Formel Masters con il team ADAC Berlin-Brandenburg e.V. (meglio conosciuto come Mücke Motorsport). Wehrlein concluse 6º in campionato, con una vittoria al Sachsenring e altri tre podi. Rimase nello stesso team anche per la stagione 2011, anno in cui ottenne sette vittorie (a Oschersleben, Sachsering, Zolder, Nürburgring e Lausitz) che lo portarono a conquistare il titolo.

### Formula 3 Euro Series
Nel 2012, Wehrlein passò alla Formula 3 Euro Series, continuando con Mücke Motorsport. Chiuse il campionato 2º, alle spalle del campione Daniel Juncadella.

### DTM
Wehrlein esordì nel Deutsche Tourenwagen Masters nel 2013 a soli 18 anni. In tre stagioni, il tedesco crebbe fino a divenire uno dei piloti di testa nonostante la sua giovane età.
Nella stagione del suo esordio ottenne tre punti, concludendo 22º. Riuscì a far proprio anche il primo dei due giri più veloci conquistati in carriera.
Nel 2014 cambiò team, passando all'HWA, con cui diventò il più giovane pilota della storia a ottenere una pole position e a vincere una gara, chiudendo 8º in campionato con 46 punti. Nonostante la sua vittoria al Lausitz, il secondo miglior risultato stagionale di Wehrlein fu un 5º posto al Norisring.
Nel 2015, il DTM tornò ad avere due gare per ogni weekend, portando così a 18 i round totali della stagione. A causa dell'inconsistenza della maggioranza dei team e dei piloti, Wehrlein conquistò facilmente il titolo, arrivando a punti in tutti gli eventi eccetto tre. Ottenne cinque podi, un giro veloce e due vittorie. Fu il primo pilota a vincere il campionato senza aver ottenuto alcuna pole position durante la stagione, oltre a essere il più giovane campione della storia della categoria.
Nel 2018 torna a correre nel Deutsche Tourenwagen Masters con il team HWA, con il quale aveva già partecipato ai precedenti campionati di categoria, a bordo della Mercedes-AMG C63 DTM numero 94. Nelle prime due gare della stagione, disputate sul circuito di Hockenheim, concluse rispettivamente in quinta e sesta posizione, guadagnando in totale 18 punti e posizionandosi al terzo posto della classifica generale.

### Formula 1

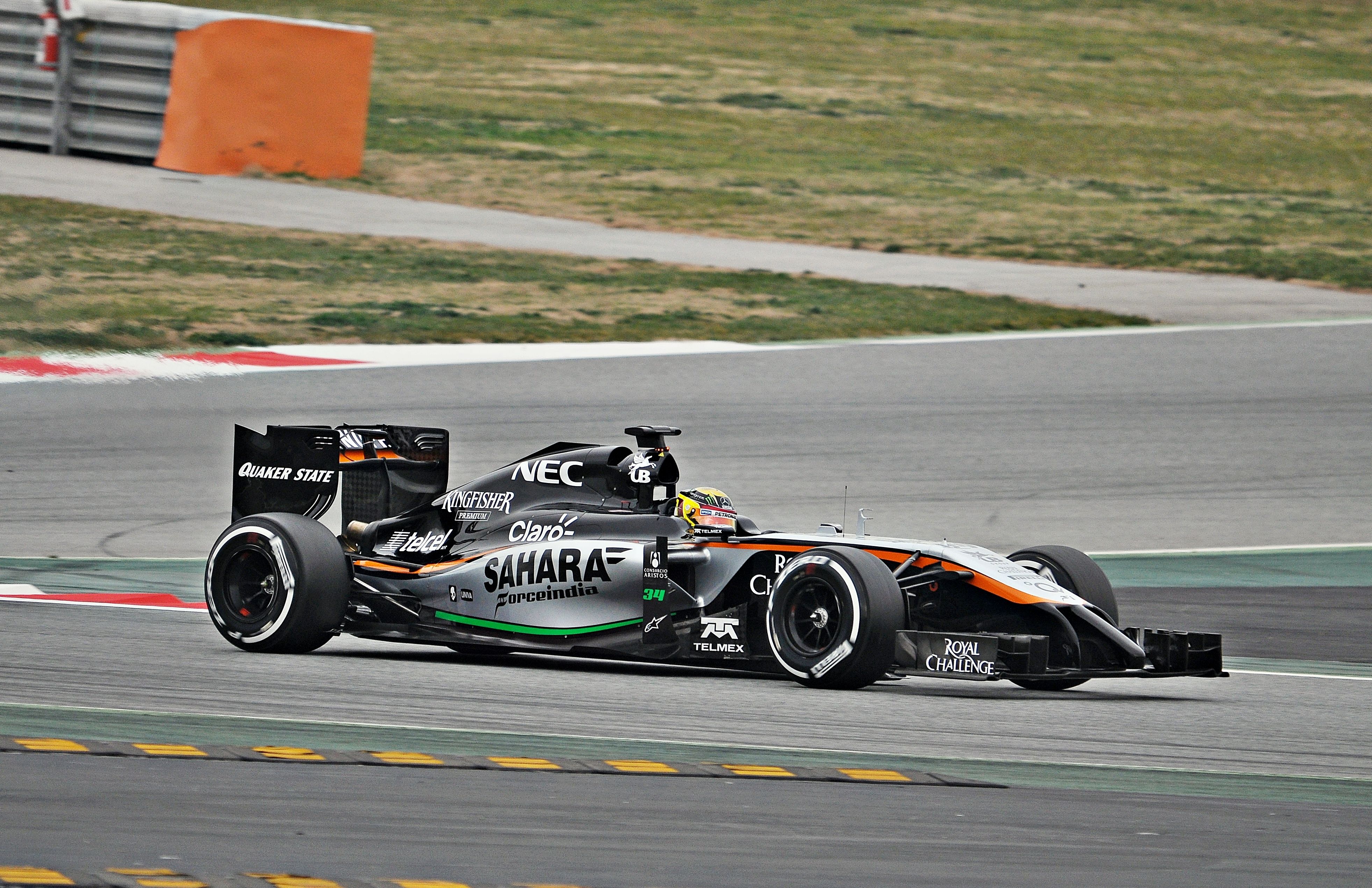
Wehrlein alla guida della Force India durante i test prestagionali della Formula 1 nel 2015

#### 2016: Manor

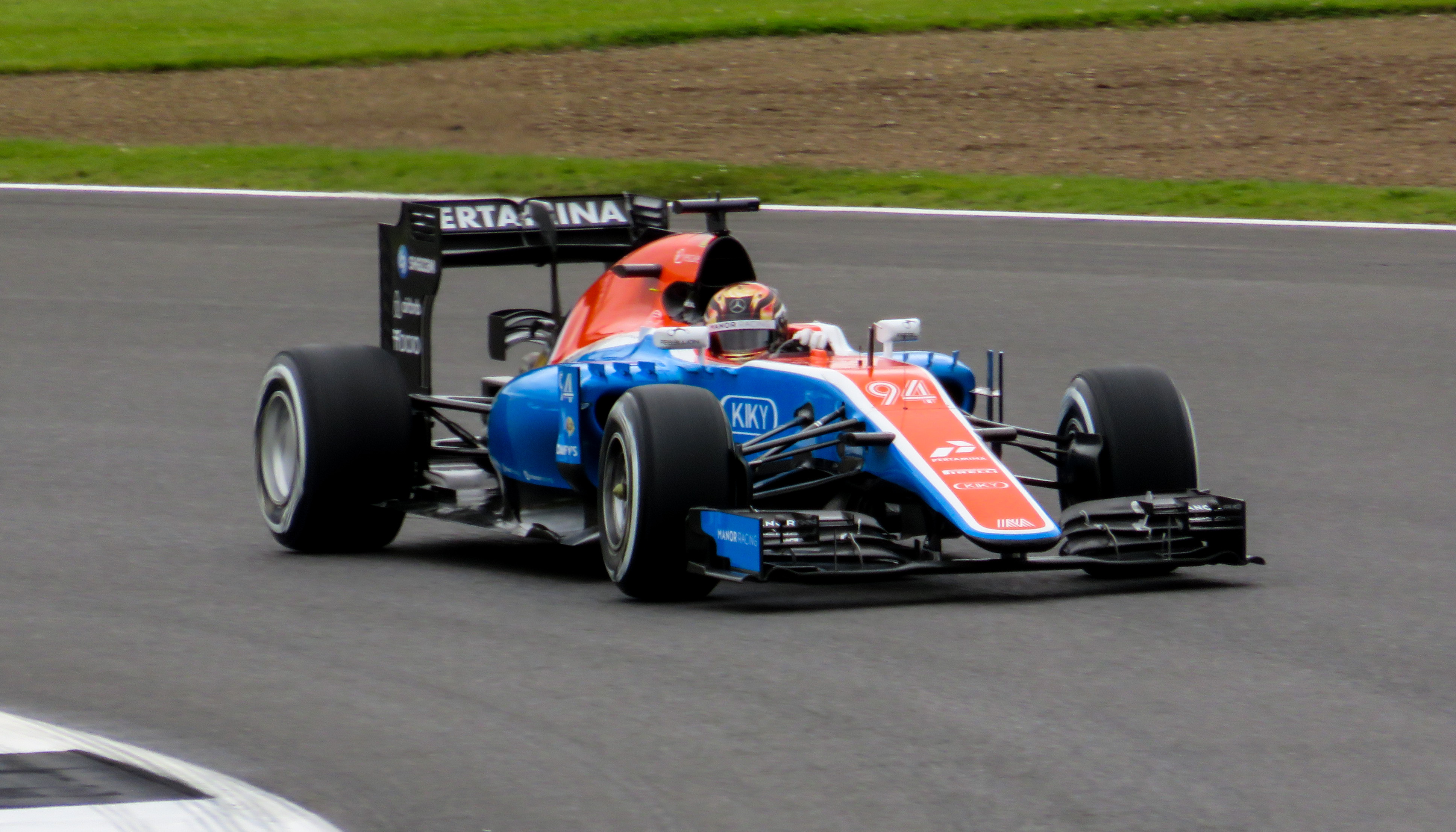
Wehrlein nel 2016

Nel settembre 2014, la Mercedes annunciò l'ingaggio di Wehrlein come terzo pilota. Prese parte ai test prestagionali tenutisi a Barcellona, alla guida sia della Force India sia della Mercedes.
Nel febbraio 2016, la Manor ingaggiò Wehrlein in qualità di pilota titolare. La Manor ottenne l'accesso alla galleria del vento della Mercedes in cambio dell'assunzione del pilota tedesco.
Wehrlein fece il suo esordio al Gran Premio d'Australia, che concluse al sedicesimo posto dopo essere partito in ultima posizione, venendo staccato di un giro dal vincitore Nico Rosberg.
Nel Gran Premio del Bahrein 2016 migliorò questo risultato, rimanendo a centro gruppo e chiudendo in tredicesima posizione.
Il 18 maggio 2016 prova la Mercedes W07 durante i test seguenti al Gran Premio di Spagna, sostituendo Esteban Ocon.
Nel Gran Premio d'Austria Wehrlein si mise in luce, sfruttando la buona competitività della sua Manor. Il pilota tedesco si qualificò al dodicesimo posto, miglior risultato di sempre per la scuderia britannica, tagliando poi il traguardo in decima posizione in gara e ottenendo il primo punto in carriera.
Nonostante alcune altre buone prestazioni, il punto ottenuto in Austria rimase l'unico della stagione, al termine della quale Wehrlein annunciò il suo passaggio in Sauber per il 2017.

#### 2017: Sauber

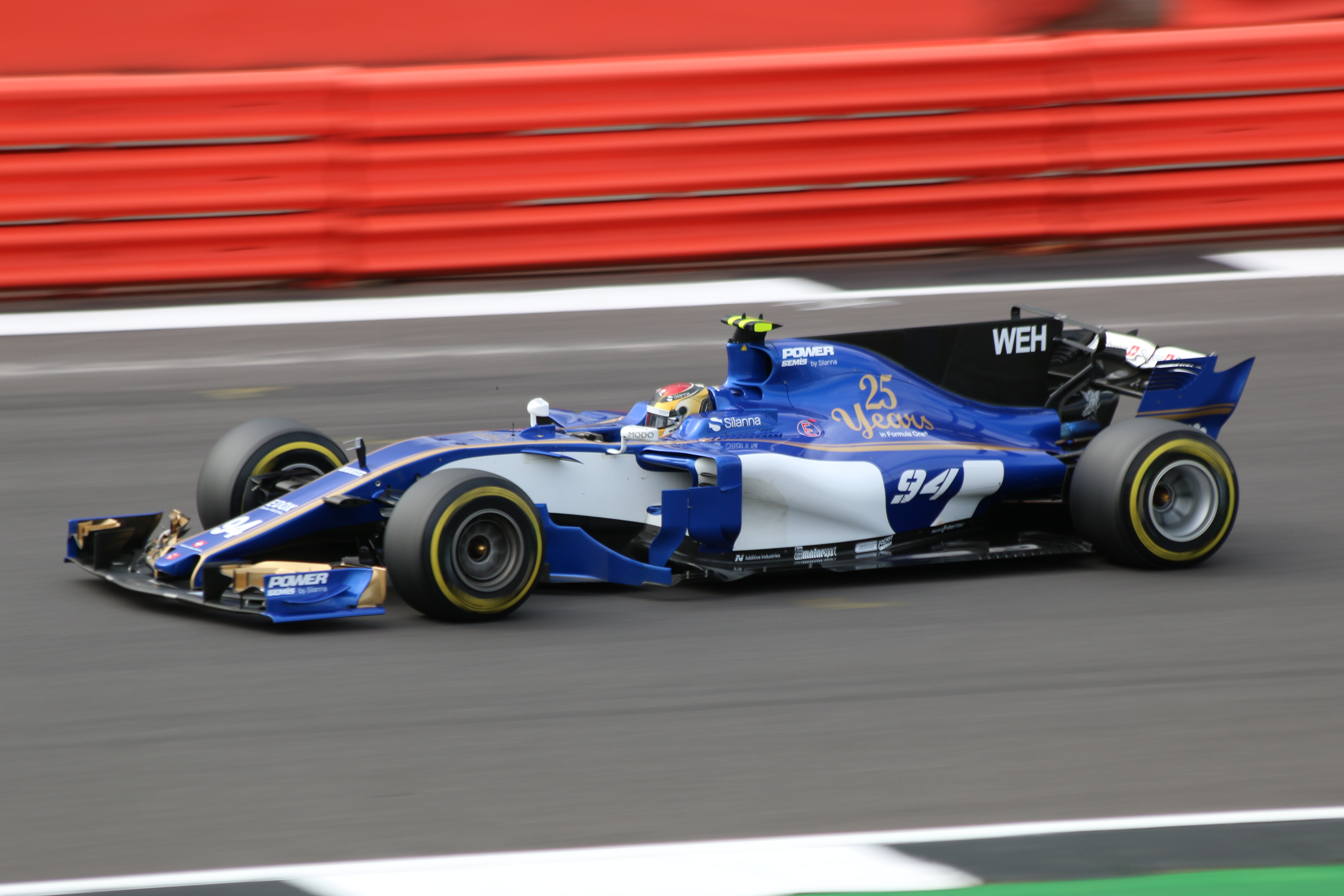
Wehrlein alla guida della Sauber C36

La stagione 2017 non iniziò nel migliore dei modi per Wehrlein, che, infortunatosi durante la Race of Champions, fu costretto a saltare la prima sessione di test invernali a Barcellona. Wehrlein tornò in pista per la seconda sessione di test, svoltasi una settimana più tardi, dicendosi pronto ad affrontare al meglio la stagione. A Melbourne però, dopo aver preso parte alle prime due sessioni di prove libere, dovette dare forfait per via del suo ancora precario stato di forma e fu sostituito da Antonio Giovinazzi.
Sostituito dal pilota italiano anche in Cina, Wehrlein tornò al volante nel Gran Premio del Bahrein, tagliando il traguardo in undicesima posizione. Nel Gran Premio di Spagna giunse ottavo, conquistando i primi punti della stagione per la Sauber. Giunse nuovamente a punti nel rocambolesco Gran Premio d'Azerbaigian, nel quale arrivò decimo su dodici piloti al traguardo.
Nel resto della stagione la scarsa competitività della Sauber relegò il pilota tedesco nelle retrovie, impedendogli di lottare per la zona punti. Wehrlein colse il miglior risultato nel Gran Premio di Singapore, chiuso in dodicesima posizione.
A fine stagione il team elvetico annunciò i nomi dei piloti per il 2018: fu riconfermato Marcus Ericsson, affiancato dall'esordiente Charles Leclerc. Con questa decisione la Sauber di fatto estromise Wehrlein.

#### 2018-20: Pilota di riserva
Nel 2018, in assenza di un sedile come pilota titolare, viene confermato per il quinto anno consecutivo collaudatore della Mercedes.
Nel 2019 viene ingaggiato dalla Ferrari come pilota di sviluppo al simulatore, venendo poi riconfermato per la stagione 2020.

### Formula E

#### Mahindra (2018-20)

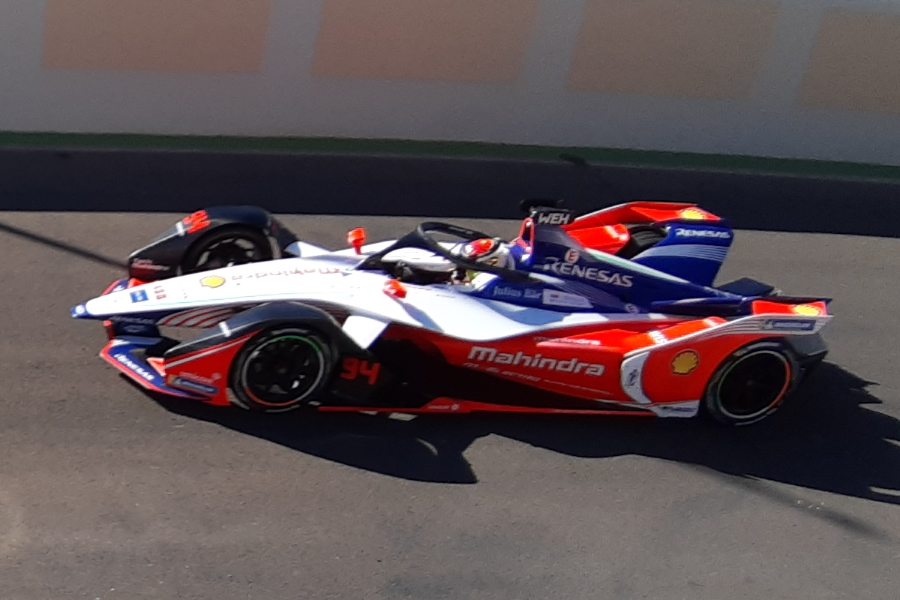
Wehrlein nel E-Prix di Marrakech 2019

Nella stagione 2018-2019 prende parte al Campionato di Formula E con il team Mahindra Racing, ma salta la prima gara per problemi legati al contratto con la Mercedes. Esordisce dunque a Marrakech il 12 gennaio. In gara abbandona subito per una tamponata subita da Lucas Di Grassi, dopo un'ottima qualifica. A Santiago fa una gara eccellente, terminata al 2º posto dietro a Sam Bird, che lo ha passato nelle prime fasi di gara, conquistando il suo primo podio nella categoria. Nell''E-Prix di Città del Messico fa la pole position e conduce la gara fino all'ultimo metro, quando Di Grassi lo supera sulla linea, a causa dell'energia a 0: riceverà poi una penalità per aver tagliato una curva nel duello con il brasiliano; sarà classificato 6º. A Hong Kong si ritira subito per un incidente con Felipe Nasr e il compagno Jérôme d'Ambrosio. Seguono vari piazzamenti a punti; 7º a Sanya, 10º sia Roma sia a Parigi, mentre a Montecarlo parte 2º, ma fa un errore che lo fa retrocedere al 4º posto; non riesce a rimediare e arriva in questa posizione. A Berlino arriva 10º, mentre a Berna è protagonista di una gara maledetta: prima viene colpito e incastrato nel muro da Maximilian Günther, la squadra ripara la macchina approfittando di una bandiera rossa, quindi torna in gara, ma poco dopo ha un problema alla macchina e si deve ritirare. A New York arriva 7º nella prima gara e 12º nella seconda. Termina la stagione al 12º posto con 58 punti ottenuti.
Il team Mahindra Racing conferma Wehrlein per la stagione 2019-2020. Nelle prime due gare stagionali a Dirʿiyya non raggiunge i punti ma nell'E-Prix di Santiago lotta per il podio, ma alla fine si deve accontentare del quarto posto. Nella gara a Marrakech finisce 22º poi la Formula E si ferma a causa della pandemia di COVID-19 e riprende in agosto a Berlino, ma Wehrlein non ne prende parte: la Mahindra lo sostituisce con Alex Lynn.

#### Porsche (2020- presente)

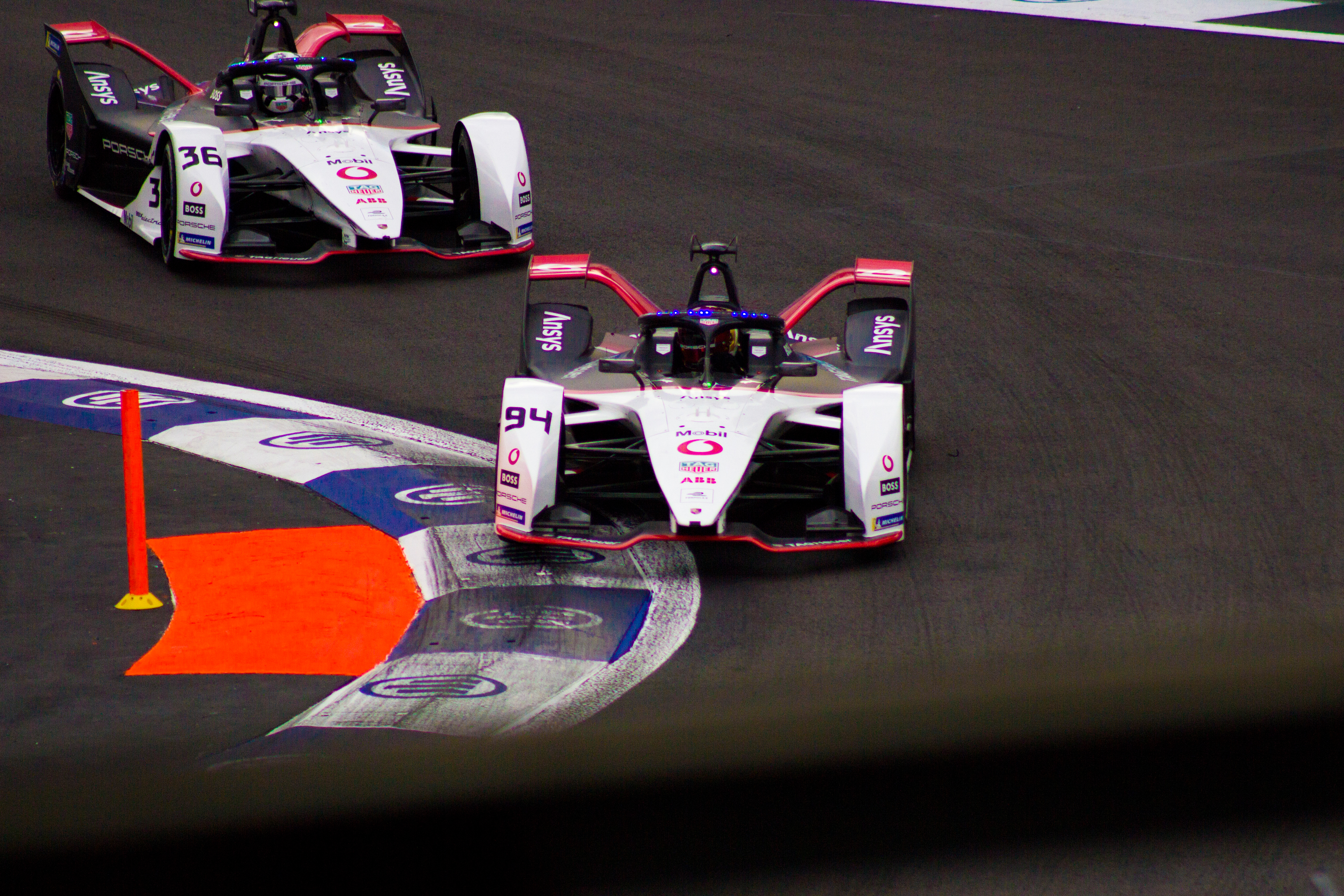
Pascal Wehrlein seguito da André Lotterer durante E-Prix di Città del Messico

Nella nuova stagione Wehrlein passa alla Porsche insieme ad André Lotterer. Arriva a punti in tutte le prime cinque E-Prix della stagione con anche un terzo posto nella seconda gara dell'E-Prix di Roma. Nelle tre gare successive non raggiunge i punti, in Messico conquista la pole-position nella prima qualifica, in gara taglia il traguardo per primo ma poi viene squalificato, visto che il suo team non aveva comunicato i treni di pneumatici Michelin montati sulle proprie monoposto. Nella seconda gara sul tracciato messicano arriva 2º ma riceve un'altra penalità che lo esclude dal podio, portandolo al quarto posto. Conclude la stagione al 11º posto.
Nel agosto del 2021 Wehrlein insieme a Lotterer vengono confermati della Porsche per l'ottava stagione della Formula E. Nel E-Prix di Città del Messico la Porsche si dimostra molto competiva, Wehrlein conquista la pole potions e poi la vittoria davanti al compagno Lotterer. Nel resto della stagione non arrivano altri grandi risultati, chiude la sua seconda stagione con il team tedesco al decimo posto.

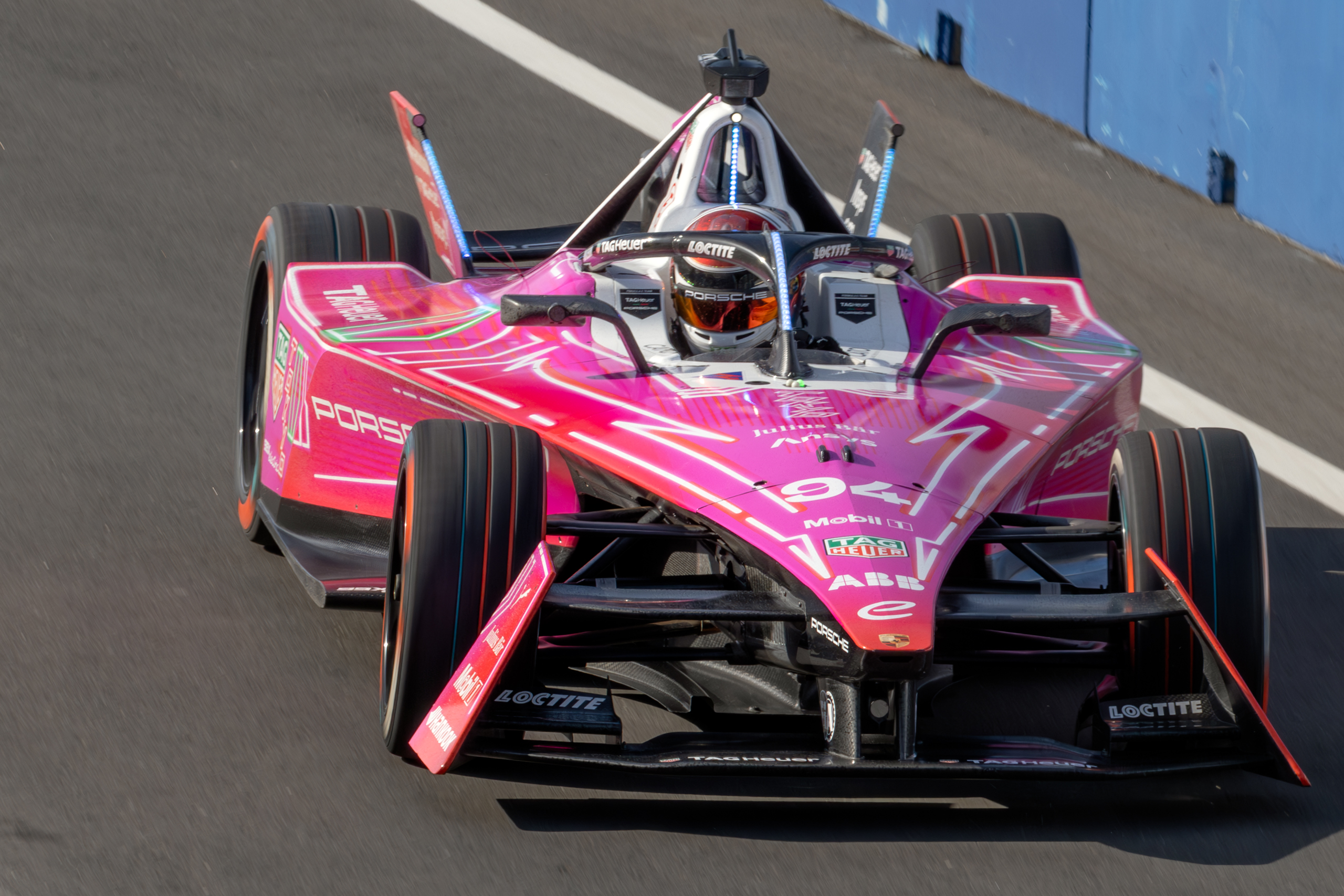
Pascal Wehrlein durante l'E-Prix di Tokyo con la livrea speciale della Porsche

Rimasto con la Porsche anche per il 2023, Wehrlein ottiene un ottimo inizio di stagione con il secondo posto dietro a Jake Dennis nella prima gara stagionale in Messico e le vittorie nelle successive due gare in Arabia Saudita. Dopo diversi risultati altalenanti, nel E-Prix di Giacarta ritorna alla vittoria davanti a Dennis e Maximilian Günther.
Anche nella stagione successiva rimane con Porsche, dove inizia bene il campionato in Messico conquistando prima la Pole Position e poi la vittoria in gara. La sua seconda vittoria in gara due dell'E-Prix di Misano dopo che il suo rivale, Oliver Rowland ha esaurito la batteria al ultimo giro. Il pilota tedesco si dimostra molto costante durante la stagione, nel ultimo round dell'E-Prix di Londra ottiene la vittoria in gara uno e il secondo posto in gara due. Questi risultati portano Wehrlein a diventare campione del mondo davanti alle due Jaguar di Evans e Cassidy.
Wehrlein viene confermato anche per la stagione 11 insieme al suo compagno di team, António Félix da Costa. 

### Endurance
Nel 2025 esordisce nella prestigiosa 24 Ore di Daytona, guidando l'Hypercar della Porsche, la 963 del team JDC-Miller MotorSports. Il 26 marzo 2025 viene confermata la sua presenza con la Porsche del team Penske per la 24 ore di Le Mans 2025, si unirà alla vettura numero 4 assieme a Felipe Nasr e Nick Tandy. Lo stesso anno prende parte anche alla 6 Ore di Spa-Francorchamps guidando sulla Porsche numero 6.

## Risultati

### Sommario
| Stagione | Serie                             | Team                             | Gare         | Vittorie     | Pole         | Gpv          | Podi         | Punti        | Pos.         |
| -------- | --------------------------------- | -------------------------------- | ------------ | ------------ | ------------ | ------------ | ------------ | ------------ | ------------ |
| 2010     | ADAC Formel Masters               | ADAC Berlin-Brandenburg e.V.     | 20           | 1            | 1            | 1            | 4            | 147          | 6º           |
| 2011     | ADAC Formel Masters               | ADAC Berlin-Brandenburg e.V.     | 24           | 8            | 7            | 4            | 13           | 331          | 1º           |
| 2012     | Formula 3 Euro Series             | Mücke Motorsport                 | 24           | 1            | 1            | 1            | 11           | 226          | 2º           |
| 2012     | Formula 3 europea                 | Mücke Motorsport                 | 20           | 1            | 1            | 1            | 6            | 179          | 4º           |
| 2012     | Masters di Formula 3              | Mücke Motorsport                 | 1            | 0            | 0            | 0            | 0            | N/A          | 5º           |
| 2012     | Gran Premio di Macao di Formula 3 | Mücke Motorsport                 | 1            | 0            | 0            | 0            | 0            | N/A          | 4º           |
| 2013     | Formula 3 europea                 | Mücke Motorsport                 | 3            | 1            | 2            | 2            | 3            | 49           | 14º          |
| 2013     | DTM                               | Mücke Motorsport                 | 10           | 0            | 0            | 1            | 0            | 3            | 22º          |
| 2014     | DTM                               | HWA AG                           | 10           | 1            | 1            | 0            | 1            | 46           | 8º           |
| 2014     | Formula 1                         | Mercedes                         | Terzo pilota | Terzo pilota | Terzo pilota | Terzo pilota | Terzo pilota | Terzo pilota | Terzo pilota |
| 2015     | DTM                               | HWA AG                           | 18           | 2            | 0            | 1            | 5            | 169          | 1º           |
| 2015     | Formula 1                         | Mercedes                         | Terzo pilota | Terzo pilota | Terzo pilota | Terzo pilota | Terzo pilota | Terzo pilota | Terzo pilota |
| 2015     | Formula 1                         | Force India                      | Terzo pilota | Terzo pilota | Terzo pilota | Terzo pilota | Terzo pilota | Terzo pilota | Terzo pilota |
| 2016     | Formula 1                         | Manor                            | 21           | 0            | 0            | 0            | 0            | 1            | 19º          |
| 2017     | Formula 1                         | Sauber                           | 18           | 0            | 0            | 0            | 0            | 5            | 18º          |
| 2018     | DTM                               | Mercedes-AMG Motorsport Petronas | 20           | 0            | 0            | 0            | 1            | 108          | 8º           |
| 2018–19  | Formula E                         | Mahindra Racing                  | 12           | 0            | 1            | 2            | 1            | 58           | 12º          |
| 2019-20  | Formula E                         | Mahindra Racing                  | 4            | 0            | 0            | 0            | 0            | 14           | 18°          |
| 2020-21  | Formula E                         | Porsche Formula E Team           | 15           | 0            | 1            | 0            | 1            | 79           | 11°          |
| 2021-22  | Formula E                         | Porsche Formula E Team           | 16           | 1            | 1            | 0            | 1            | 71           | 10°          |
| 2022-23  | Formula E                         | Porsche Formula E Team           | 16           | 3            | 0            | 0            | 4            | 148          | 4°           |
| 2023-24  | Formula E                         | Porsche Formula E Team           | 16           | 3            | 3            | 1            | 5            | 199          | 1º           |

### ADAC Formel Masters
(legenda) (Le gare in grassetto indicano la pole position) (Gare in corsivo indicano Gpv)
| Anno | Team                         | 1    | 2    | 3    | 4   | 5   | 6   | 7   | 8   | 9   | 10  | 11  | 12  | 13  | 14  | 15  | 16  | 17  | 18  | 19   | 20   | 21   | 22  | 23  | 24  | Punti | Pos. |
| ---- | ---------------------------- | ---- | ---- | ---- | --- | --- | --- | --- | --- | --- | --- | --- | --- | --- | --- | --- | --- | --- | --- | ---- | ---- | ---- | --- | --- | --- | ----- | ---- |
| 2010 | ADAC Berlin-Brandenburg e.V. | OSC1 | OSC1 | OSC1 | SAC | SAC | SAC | HOC | HOC | HOC | ASS | ASS | ASS | LAU | LAU | LAU | NÜR | NÜR | NÜR | OSC2 | OSC2 | OSC2 |     |     |     | 147   | 6º   |
| 2010 | ADAC Berlin-Brandenburg e.V. | 3    | 8    | 4    | 3   | 2   | 1   | 10  | 7   | 13  | 4   | 4   | 5   | 5   | 10  | 9   | 8   | 5   | 7   | NP   | 6    | 4    |     |     |     | 147   | 6º   |
| 2011 | ADAC Berlin-Brandenburg e.V. | OSC  | OSC  | OSC  | SAC | SAC | SAC | ZOL | ZOL | ZOL | NÜR | NÜR | NÜR | RBR | RBR | RBR | LAU | LAU | LAU | ASS  | ASS  | ASS  | HOC | HOC | HOC | 331   | 1º   |
| 2011 | ADAC Berlin-Brandenburg e.V. | 1    | 2    | 2    | 1   | Rit | 5   | 1   | 1   | 1   | 1   | 1   | SQ  | 13  | 3   | SQ  | 1   | 4   | 3   | 6    | SQ   | 5    | 3   | 5   | Rit | 331   | 1º   |

### Formula 3 Euro Series
(legenda) (Le gare in grassetto indicano la pole position) (Gare in corsivo indicano Gpv)
| Anno | Team             | Telaio           | Motore   | 1   | 2   | 3   | 4   | 5   | 6   | 7   | 8   | 9   | 10  | 11  | 12  | 13  | 14  | 15  | 16  | 17  | 18  | 19  | 20  | 21  | 22  | 23  | 24  | Punti | Pos. |
| ---- | ---------------- | ---------------- | -------- | --- | --- | --- | --- | --- | --- | --- | --- | --- | --- | --- | --- | --- | --- | --- | --- | --- | --- | --- | --- | --- | --- | --- | --- | ----- | ---- |
| 2012 | Mücke Motorsport | Dallara F312/023 | Mercedes | HOC | HOC | HOC | BRH | BRH | BRH | RBR | RBR | RBR | NOR | NOR | NOR | NÜR | NÜR | NÜR | ZAN | ZAN | ZAN | VAL | VAL | VAL | HOC | HOC | HOC | 226   | 2º   |
| 2012 | Mücke Motorsport | Dallara F312/023 | Mercedes | Rit | 9   | 8   | 5   | 3   | 5   | 2   | 6   | 4   | 7   | 3   | Rit | 3   | 4   | 1   | 7   | 3   | 3   | 5   | 3   | 4   | 2   | 8   | 2   | 226   | 2º   |

### Formula 3 europea
(legenda) (Le gare in grassetto indicano la pole position) (Gare in corsivo indicano Gpv)
| Anno | Telaio           | Motore   | 1   | 2   | 3   | 4   | 5   | 6   | 7   | 8   | 9   | 10  | 11  | 12  | 13  | 14  | 15  | 16  | 17  | 18  | 19  | 20  | 21  | 22  | 23  | 24  | 25  | 26  | 27  | 28  | 29  | 30  | Punti | Pos. |
| ---- | ---------------- | -------- | --- | --- | --- | --- | --- | --- | --- | --- | --- | --- | --- | --- | --- | --- | --- | --- | --- | --- | --- | --- | --- | --- | --- | --- | --- | --- | --- | --- | --- | --- | ----- | ---- |
| 2012 | Mücke Motorsport | Mercedes | HOC | HOC | PAU | PAU | BRH | BRH | RBR | RBR | NOR | NOR | SPA | SPA | NÜR | NÜR | ZAN | ZAN | VAL | VAL | HOC | HOC |     |     |     |     |     |     |     |     |     |     | 179   | 4º   |
| 2012 | Mücke Motorsport | Mercedes | Rit | 8   | Rit | 9   | 5   | 5   | 2   | 4   | 7   | Rit | 14  | 12  | 3   | 1   | 7   | 3   | 5   | 4   | 2   | 2   |     |     |     |     |     |     |     |     |     |     | 179   | 4º   |
| 2013 | Mücke Motorsport | Mercedes | MNZ | MNZ | MNZ | SIL | SIL | SIL | HOC | HOC | HOC | BRH | BRH | BRH | RBR | RBR | RBR | NOR | NOR | NOR | NÜR | NÜR | NÜR | ZAN | ZAN | ZAN | VAL | VAL | VAL | HOC | HOC | HOC | 49    | 14º  |
| 2013 | Mücke Motorsport | Mercedes | 3   | 1   | 2   |     |     |     |     |     |     |     |     |     |     |     |     |     |     |     |     |     |     |     |     |     |     |     |     |     |     |     | 49    | 14º  |

### DTM
(legenda) (Le gare in grassetto indicano la pole position) (Gare in corsivo indicano Gpv)
| Anno | Team                             | Vettura                  | 1   | 2   | 3   | 4   | 5   | 6   | 7   | 8   | 9   | 10  | 11  | 12  | 13  | 14  | 15  | 16  | 17  | 18  | 19  | 20  | Punti | Pos. |
| ---- | -------------------------------- | ------------------------ | --- | --- | --- | --- | --- | --- | --- | --- | --- | --- | --- | --- | --- | --- | --- | --- | --- | --- | --- | --- | ----- | ---- |
| 2013 | Mücke Motorsport                 | DTM AMG Mercedes C-Coupé | HOC | BRH | SPL | LAU | NOR | MSC | NÜR | OSC | ZAN | HOC |     |     |     |     |     |     |     |     |     |     | 3     | 22º  |
| 2013 | Mücke Motorsport                 | DTM AMG Mercedes C-Coupé | 11  | 10  | 10  | 17  | 20† | 11  | 10  | 11  | 12  | 17  |     |     |     |     |     |     |     |     |     |     | 3     | 22º  |
| 2014 | HWA Team                         | DTM AMG Mercedes C-Coupé | HOC | OSC | HUN | NOR | MSC | SPL | NÜR | LAU | ZAN | HOC |     |     |     |     |     |     |     |     |     |     | 46    | 8º   |
| 2014 | HWA Team                         | DTM AMG Mercedes C-Coupé | 11  | Rit | 14  | 5   | 8   | Rit | 10  | 1   | 7   | 20† |     |     |     |     |     |     |     |     |     |     | 46    | 8º   |
| 2015 | HWA AG                           | DTM AMG Mercedes C-Coupé | HOC | HOC | LAU | LAU | NOR | NOR | ZAN | ZAN | SPL | SPL | MSC | MSC | OSC | OSC | NÜR | NÜR | HOC | HOC |     |     | 169   | 1º   |
| 2015 | HWA AG                           | DTM AMG Mercedes C-Coupé | 2   | 8   | 5   | 13  | 1   | 5   | 10  | 6   | 2   | 21† | 1   | 10  | 5   | 5   | 3   | 5   | 8   | 20  |     |     | 169   | 1º   |
| 2018 | Mercedes-AMG Motorsport Petronas | Mercedes-AMG C63 DTM     | HOC | HOC | LAU | LAU | HUN | HUN | NOR | NOR | ZAN | ZAN | BRH | BRH | MIS | MIS | NÜR | NÜR | SPL | SPL | HOC | HOC | 108   | 8º   |
| 2018 | Mercedes-AMG Motorsport Petronas | Mercedes-AMG C63 DTM     | 5   | 6   | 8   | 3   | 13  | 12  | 13  | 9   | 4   | 6   | 7   | 4   | 6   | 12  | 7   | 9   | 13  | 6   | 11  | SQ  | 108   | 8º   |

† Non ha concluso la gara, ma è stato classificato per aver completato più del 75% della distanza.

### Formula 1
| 2016 | Scuderia | Vettura |    |    |    |    |    |    |    |     |    |     |    |    |     |     |    |    |    |    |     |    |    |  |  |  | Punti | Pos. |
| ---- | -------- | ------- | -- | -- | -- | -- | -- | -- | -- | --- | -- | --- | -- | -- | --- | --- | -- | -- | -- | -- | --- | -- | -- |  |  |  | ----- | ---- |
| 2016 | Manor    | MRT05   | 16 | 13 | 18 | 18 | 16 | 14 | 17 | Rit | 10 | Rit | 19 | 17 | Rit | Rit | 16 | 15 | 22 | 17 | Rit | 15 | 14 |  |  |  | 1     | 19º  |

| 2017 | Scuderia | Vettura |    |     |    |    |   |     |    |    |    |    |    |     |    |    |    |    |     |    |    |    |  |  |  |  | Punti | Pos. |
| ---- | -------- | ------- | -- | --- | -- | -- | - | --- | -- | -- | -- | -- | -- | --- | -- | -- | -- | -- | --- | -- | -- | -- |  |  |  |  | ----- | ---- |
| 2017 | Sauber   | C36     | SP | INF | 11 | 16 | 8 | Rit | 15 | 10 | 14 | 17 | 15 | Rit | 16 | 12 | 17 | 15 | Rit | 14 | 14 | 14 |  |  |  |  | 5     | 18º  |

| Legenda | 1º posto     | 2º posto | 3º posto    | A punti         | Senza punti/Non class.  | Grassetto – Pole position Corsivo – Giro più veloce |
| Legenda | Squalificato | Ritirato | Non partito | Non qualificato | Solo prove/Terzo pilota | Grassetto – Pole position Corsivo – Giro più veloce |

### Formula E
| Stagione | Squadra                 | Vettura                    | 1                   | 2            | 3           | 4                                               | 5        | 6       | 7       | 8       | 9      | 10      | 11      | 12     | 13     | 14     | 15    | 16      | Punti | Pos |
| --- | ----------------------- | -------------------------- | ------------------- | ------------ | ----------- | ----------------------------------------------- | -------- | ------- | ------- | ------- | ------ | ------- | ------- | ------ | ------ | ------ | ----- | ------- | ----- | --- |
| 2018-19 | Mahindra Racing         | Spark-Mahindra M5ELECTRO   | DIR                 | MAR Rit*     | SAN 2       | MEX 6                                           | HKG Rit* | SAY 7   | ROM 10  | PAR 10  | MON 4  | BER 10  | BRN Rit | NYC 7  | NYC 12 |        |       |         | 58    | 12º |
| 2019-20 | Mahindra Racing         | Spark-Mahindra M6ELECTRO   | DIR 11              | DIR 15       | SAN 4       | MEX 9                                           | MAR 22*  | BER     | BER     | BER     | BER    | BER     | BER     |        |        |        |       |         | 14    | 18º |
| 2020-21 | Porsche Formula E Team  | Spark-Porsche 99X Electric | DIR 5               | DIR 10       | ROM 7       | ROM 3                                           | VAL Rit  | VAL 18  | MON Rit | PUE SQG | PUE 4* | NYC Rit | NYC 4   | LON 10 | LON 5  | BER 21 | BER 6 |         | 79    | 11º |
| 2021-22 | Porsche Formula E Team  | Spark-Porsche 99X Electric | DIR 11              | DIR 9        | MEX 1       | ROM 8                                           | ROM 6    | MON Rit | BER 6   | BER 12  | GIA 8  | MAR 12  | NYC 6   | NYC 11 | LON 10 | LON 10 | SEO 7 | SEO Rit | 71    | 10° |
| 2022-23 | Porsche Formula E Team  | Spark-Porsche99XElectric   | MEX 2               | DIR 1        | DIR 1       | HYD 4                                           | CAP Rit  | SAP 7   | BER 6   | BER 7   | MON 13 | GIA 1   | GIA 6   | POR 8  | ROM 9  | ROM 7  | LON 9 | LON 10  | 148   | 4º  |
| 2023-24 | Porsche Formula E Team  | Spark-Porsche99XElectric   | MEX 1               | DIR 8        | DIR 7       | SAP 4                                           | TOY 5    | MIS 16  | MIS 1   | MON 5   | BER 5  | BER 4   | SHA 2   | SHA 20 | POR 10 | POR 6  | LON 1 | LON 2   | 198   | 1º  |
| 2024-25 | Porsche Formula E Team  | Spark-Porsche99XElectric   | SAP Rit             | MEX 3        | JED 15      | JED 8                                           | MIA 1    | MON 6   | MON 7   | TOK 13  | TOK 2  | SHA 12  | SHA 2   | GIA 11 | BER 2  | BER 16 | LON 3 | LON 8   | 145   | 3°  |
| \| Legenda \| 1º posto \| 2º posto \| 3º posto \| A punti \| Senza punti \| Grassetto=Pole position Corsivo=Giro più veloce \| \| Legenda \| Solo prove/Terzo pilota \| Non qualificato \| Ritirato/Non class. \| Squalificato \| Non partito \| Grassetto=Pole position Corsivo=Giro più veloce \| |                         |                            |                     |              |             |                                                 |          |         |         |         |        |         |         |        |        |        |       |         |       |     |
| Legenda | 1º posto                | 2º posto                   | 3º posto            | A punti      | Senza punti | Grassetto=Pole position Corsivo=Giro più veloce |          |         |         |         |        |         |         |        |        |        |       |         |       |     |
| Legenda | Solo prove/Terzo pilota | Non qualificato            | Ritirato/Non class. | Squalificato | Non partito | Grassetto=Pole position Corsivo=Giro più veloce |          |         |         |         |        |         |         |        |        |        |       |         |       |     |

- G: Pilota col giro più veloce nel gruppo di qualifica.
- *: Fanboost

### Risultati nel WEC
| Anno    | Squadra                   | Classe   | Vettura     | QAT | IMO | SPA | LMS | SÃO | COA | FUJ | BHR | Punti | Pos. |
| ------- | ------------------------- | -------- | ----------- | --- | --- | --- | --- | --- | --- | --- | --- | ----- | ---- |
| 2025    | Porsche Penske Motorsport | Hypercar | Porsche 963 |     |     | 9   |     |     |     |     |     | 2*    |      |
| Legenda |                           |          |             |     |     |     |     |     |     |     |     |       |      |

* Stagione in corso.

### Risultati 24h Le Mans
| Anno | Team                      | Co-Piloti              | Vettura     | Classe   | Giri | Pos. | Class Pos. |
| ---- | ------------------------- | ---------------------- | ----------- | -------- | ---- | ---- | ---------- |
| 2025 | Porsche Penske Motorsport | Nick Tandy Felipe Nasr | Porsche 963 | Hypercar | 386  | 8°   | 8°         |